# Њивице (Мљет)
Њивице (итал. Gnìvizze) је мало место општине Мљет у Дубровачко-неретванској жупанији у Хрватској на острву Мљету, заселак Говеђара.
Налазе се на обали Великог језера преко пута Бабиних Кућа. Место је је настало 1936. године, отварањем првог мљетског хотела Језеро којег су изградила браћа Никола, Антун, Мато и Иво Стражичић из Говеђара.
У том је хотелу одсео председник бивше СФРЈ Јосип Броз Тито, када је посетио Мљет 1958. године. Данас је тај хотел затворен. 
У Њивицама данас живи само породица Стражичић.